# Kinlough Castle
Kinlough Castle (irisch Caisleán Chionn Locha) ist die Ruine eines Tower House am Westufer des Black River, 3,2 km südwestlich des Dorfes Shrule, im irischen County Mayo. Es gilt als National Monument.

## Geschichte
Das Tower House soll ursprünglich aus dem 13. Jahrhundert stammen. Im Jahre 1574 ließ Sir John FitzOliver Burke zwei Stockwerke aufsetzen und mit offenen Kaminen in den Ecken versehen.
Die Burg wurde 1629 an die Blakes verpfändet und von diesen 1668 an John Darcy verpachtet.
Das heutige Tower House wurde im 16. Jahrhundert errichtet. In einer Karte von 1584 ist es als „McWilliam House“ bezeichnet. Der „McWilliam Eighter“, damals Sir John FitzOliver Burke, lebte 1574 dort. 1618 war Sir Richard FitzOliver Burke der Pächter und sein Sohn, Walter, verpfändete es 1628 an Sir Valentine Blake aus Menlough. Sir Thomas Blake verpachtete es 1668 an John Darcy und Pierce Joyce kaufte die Ländereien 1852.

## Beschreibung
Kinlough Castle ist vier Stockwerke hoch; die Giebel zeigen nach Westen und Osten und sind nicht mit Zinnen versehen. Es gibt Spuren eines Scharwachturmes an der Westmauer. Auch drei Kaminköpfe sind sichtbar.
Am angeschrägten Sockel befinden sich Schießscharten und am Eingang finden sich Schlitze für die Seile einer Zugbrücke.

## Natur
Die Ruine dient Mauerseglern (Apus apus) als Nistplatz.